# Fredrik Cederström
Fredrik Cederström, född 26 april 1731 i Stockholm, död 14 juni 1774 i Stockholm, var en svensk friherre och militär.

## Biografi
Cederström, som var son till Olof Cederström och Maria Charlotta Rålamb, samt bror till Claes Cederström. Han blev fänrik vid Livgardet den 14 december 1749, löjtnant den 1 april 1757 och kapten den 23 juni 1762.
Cederström var en av två som vägrade avlägga trohetsed till Gustav III när denne påbörjade sin statsvälvning på slottet den 19 augusti 1772. Cederström räckte över sin värja till kungen och sade att han svurit ständerna sin trohet. Cederström ångrade sig sedan och svor kungen trohet. För sin tjänst blev han den 13 september befordrad till överstelöjtnant i armén.
Cederström dog ogift och begravdes i Ingarö kyrka.

## Ordnar och utmärkelser
- Svärdsorden - 23 november 1767